# Campeonato Europeu Júnior de Natação de 1980
O Campeonato Europeu Júnior de Natação de 1980 foi a 8ª edição do evento organizado pela Liga Europeia de Natação (LEN). A competição foi realizada entre os dias 7 e 10 de agosto de 1980 em Skövde na Suécia. Nessa edição o número de provas foi ampliado para 28, sendo 24 de natação e quatro de saltos ornamentais. Teve como destaque a Alemanha Oriental com 11 medalhas de ouro.

## Participantes
- Natação: Nadadores que não tinham mais de 15 anos em 1980. Nascidos não antes de 1965.
- Saltos Ornamentais: Saltadores que não tinham mais de 16 anos em 1980. Nascidos não antes de 1964.

## Medalhistas

### Natação
Os resultados foram os seguintes. 
Masculino
| Evento          | Ouro                                   | Ouro     | Prata                                    | Prata    | Bronze                              | Bronze   |
| 100 m Livre     | Checoslováquia · Marcel Gery           | 54.09    | Países Baixos · Hans Kroes               | 54.26    | Alemanha Ocidental · Thomas Gassner | 54.55    |
| 200 m Livre     | Países Baixos · Hans Kroes             | 1:56.05  | União Soviética · Igor Tucin             | 1:57.13  | Reino Unido · David Stacey          | 1:59.12  |
| 400 m Livre     | União Soviética · Igor Tucin           | 4:05.61  | Alemanha Oriental · Sven Lozdiewski      | 4:07.01  | Alemanha Oriental · Lars Hinneburg  | 4:07.71  |
| 1500 m Livre    | Alemanha Oriental · Sven Lodziewski    | 15:53.00 | União Soviética · Igor Tucin             | 16:04.40 | Reino Unido · David Stacey          | 16:07.02 |
| 100 m Costas    | Suécia · Hans Fredin                   | 1:01.34  | União Soviética · Sergei Garro           | 1:01.49  | Alemanha Oriental · Michael Rode    | 1:01.67  |
| 200 m Costas    | Alemanha Oriental · Henry Schonefelder | 2:09.99  | Alemanha Ocidental · Markus Grossheimann | 2:12.06  | Reino Unido · Andrew Jameson        | 2:12.46  |
| 100 m Peito     | Dinamarca · Bjarne Kragh               | 1:08.55  | União Soviética · Stanislav Vlasiuk      | 1:08.59  | França · Jean-Claude Lelain         | 1:09.05  |
| 200 m Peito     | Alemanha Oriental · Olaf Assmann       | 2:25.91  | Portugal · Alexandre Yokochi             | 2:28.28  | União Soviética · Mikhail Ageev     | 2:28.52  |
| 100 m Borboleta | Checoslováquia · Marcel Gery           | 58.15    | Reino Unido · Andrew Jameson             | 58.31    | União Soviética · Sergei Garbo      | 58.34    |
| 200 m Borboleta | Checoslováquia · Marcel Gery           | 2:07.35  | Hungria · Zoltán Énekes                  | 2:08.58  | Itália · Mauro Cappelletti          | 2:08.84  |
| 200 m Medley    | Hungria · Gábor Hegedüs                | 2:11.70  | Checoslováquia · Marcel Gery             | 2:12.56  | Suécia · Anders Peterson            | 2:13.70  |
| 400 m Medley    | Suécia · Anders Peterson               | 4:39.55  | União Soviética · Aleksei Efimenko       | 4:42.48  | Hungria · Gábor Hegedüs             | 4:46.31  |

Feminino
| Evento          | Ouro                                | Ouro    | Prata                               | Prata   | Bronze                               | Bronze  |
| 100 m Livre     | Alemanha Oriental · Rica Reinisch   | 57.69   | Suécia · Agneta Eriksson            | 57.93   | Alemanha Ocidental · Ina Beyermann   | 58.20   |
| 200 m Livre     | Alemanha Ocidental · Ina Beyermann  | 2:03.80 | Reino Unido · Jackie Willmott       | 2:05.01 | Alemanha Oriental · Elke Sommer      | 2:05.18 |
| 400 m Livre     | Alemanha Ocidental · Ina Beyermann  | 4:14.43 | Reino Unido · Jackie Willmott       | 4:16.74 | Alemanha Oriental · Ina Strauss      | 4:19.91 |
| 800 m Livre     | Alemanha Ocidental · Ina Beyermann  | 8:46.79 | Reino Unido · Jackie Willmott       | 8:49.02 | Alemanha Oriental · Anke Sonnenbrodt | 8:55.43 |
| 100 m Costas    | Alemanha Oriental · Rica Reinisch   | 1:02.32 | Itália · Manuela Carosi             | 1:04.60 | Itália · Laura Foralosso             | 1:05.17 |
| 200 m Costas    | Alemanha Oriental · Rica Reinisch   | 2:17.38 | Bélgica · Yolanda van der Straaten  | 2:18.85 | Alemanha Oriental · Kathrin Mansick  | 2:20.56 |
| 100 m Peito     | Reino Unido · Susannah Brownsdon    | 1:13.52 | Reino Unido · Gaynor Stanley        | 1:14.64 | Itália · Carlotta Tagnin             | 1:14.77 |
| 200 m Peito     | União Soviética · Aishkute Buzelite | 2:38.65 | Reino Unido · Susannah Brownsdon    | 2:39.01 | França · Nathalie Echinard           | 2:39.55 |
| 100 m Borboleta | Checoslováquia · Marcela Rajdova    | 1:02.98 | Alemanha Oriental · Elke Sommer     | 1:03.72 | Suécia · Agneta Eriksson             | 1:04.31 |
| 200 m Borboleta | Alemanha Oriental · Elke Sommer     | 2:15.54 | Alemanha Ocidental · Nicole Hasse   | 2:17.61 | Alemanha Ocidental · Petra Zindler   | 2:18.59 |
| 200 m Medley    | Alemanha Oriental · Jacqueline Alex | 2:23.23 | Hungria · Klára Gulyás              | 2:23.34 | Suécia · Anette Philipsson           | 2:24.14 |
| 400 m Medley    | Hungria · Klára Gulyás              | 4:56.49 | Alemanha Oriental · Jacqueline Alex | 4:56.59 | Alemanha Ocidental · Petra Zindler   | 4:58.74 |

### Saltos ornamentais
Masculino
| Evento                     | Ouro                                  | Ouro   | Prata                              | Prata  | Bronze                                  | Bronze |
| Trampolim 3 m individual   | União Soviética · Nikolai Drozhin     | 459.25 | União Soviética · Sergei Efremov   | 435.35 | Alemanha Oriental · Holger Winskowski   | 398.40 |
| Plataforma 10 m individual | Alemanha Oriental · Holger Winskowski | 410.55 | Alemanha Oriental · Karsten Krämer | 401.50 | União Soviética<bb>Gennady Starodubtsev | 397.80 |

Feminino
| Evento                     | Ouro                               | Ouro   | Prata                             | Prata  | Bronze                                | Bronze |
| Trampolim 3 m individual   | Alemanha Oriental · Brita Baldus   | 400.65 | União Soviética · Elena Korolkova | 386.65 | União Soviética · Elena Gusliannikova | 385.65 |
| Plataforma 10 m individual | Alemanha Oriental · Adelaide Haase | 318.50 | Alemanha Oriental · Silke Beer    | 295.80 | União Soviética · Sirvard Emirzian    | 293.65 |

## Quadro de medalhas
| Ordem | País               | Medalha de ouro | Medalha de prata | Medalha de bronze | Total |
| ----- | ------------------ | --------------- | ---------------- | ----------------- | ----- |
| 1     | Alemanha Oriental  | 11              | 5                | 6                 | 22    |
| 2     | Checoslováquia     | 4               | 1                | 0                 | 5     |
| 3     | União Soviética    | 3               | 7                | 5                 | 15    |
| 4     | Alemanha Ocidental | 3               | 2                | 4                 | 9     |
| 5     | Hungria            | 2               | 2                | 1                 | 5     |
| 6     | Suécia             | 2               | 1                | 3                 | 6     |
| 7     | Reino Unido        | 1               | 6                | 4                 | 11    |
| 8     | Países Baixos      | 1               | 1                | 0                 | 2     |
| 9     | Dinamarca          | 1               | 0                | 0                 | 1     |
| 10    | Itália             | 0               | 1                | 3                 | 4     |
| 11    | Portugal           | 0               | 1                | 0                 | 1     |
| 11    | Bélgica            | 0               | 1                | 0                 | 1     |
| 12    | França             | 0               | 0                | 2                 | 2     |
| Total | Total              | 28              | 28               | 28                | 84    |